# Old School RuneScape
Old School RuneScape er et 3-D Java-baseret MMORPG (Massively Multiplayer Online Roleplaying Game) computerspil, lavet af Jagex. Spillet er baseret på en backup af RuneScape fra 2007. Old School RuneScape er den anden offentlige version af RuneScape. Efter en kontroversiel opdatering af kampsystemet kaldet Evolution of Combat (EoC), var der en stor efterspørgsel efter det tidligere kampsystem, Pre-EoC. Kendte YouTube-stjerner, herunder sowreck3d og MLGudi, hjalp med at formidle ønsket til spiludviklerne Jagex. Efter et stort tab af spillere, besluttede Jagex at give spillerne mulighed for at spille på servere, der kørte en Pre-EoC-version af spillet.  

## Afstemning
2007-servere fra RuneScape blev oprindeligt annonceret i begyndelsen af 2013. Jagex tillod spillerne at stemme på Old School RuneScape ved en folkeafstemning, og lovede et sæt funktioner for hvert afstemningsniveau der blev opnået. Old School RuneScape var på fire forskellige niveauer, hver med stigende stemmekrav. Antallet af stemmer kan ses på den officielle stemme side. Uanset resultatet, vil enhver deltager i afstemningen få en gratis måned Old School RuneScape spilletid. Selvom afstemningstællingen kun nåede 449.351 og ikke 500.000, besluttede Jagex ikke at opkræve tillægsgebyret på fem USD i de første seks måneder (eksklusive den frie måned); den 7. juni 2013 meddelte de, at Old School Runescape er her for at blive, og der vil ikke være noget ekstra gebyr.

## RuneScape servere
Der er 92 Old School RuneScape servere i alt, som går fra server 301-412. Serverene er placeret på forskellige kontinenter, for at give den bedste spilleoplevelse. De ligger i USA, Storbritannien, Tyskland og Australien. Hver server kan rumme op til 2000 spillere, hvis serveren er fuld, skal en spiller vente til en anden spiller forlader serveren, før der er plads. Nogle servere er tilegnet til specifikke ting, såsom PvP, Deadman og F2P.